# Phùng Ngọc Huy
Phùng Ngọc Huy (sinh ngày 8 tháng 2 năm 1985) là một nam ca sĩ và diễn viên người Việt Nam. Anh được đông đảo khán giả biết đến với vai trò là diễn viên sau vai Quốc trong phim truyền hình Cổng mặt trời và giành giải Mai Vàng vào năm 2010. Ngoài ra, anh còn tham gia các bộ phim như Chạm vào quá khứ, Mua láng giềng gần và Tay chơi miệt vườn.

## Tiểu sử và sự nghiệp
Sinh ra và lớn lên tại Thành phố Hồ Chí Minh, Phùng Ngọc Huy từng theo học ngành y nhưng bỏ dở giữa chừng để theo đuổi nghiệp ca hát bằng việc đầu tiên là đi hát đám cưới. Năm 2008, anh gia nhập vào chung công ty với Đan Trường nhưng không thành công.
Một năm sau khi chấm dứt hợp đồng, khi cánh cửa nghệ thuật đang dần khép lại thì Phùng Ngọc Huy bén duyên với nghiệp diễn xuất qua vai Phán "củi" trong phim Nữ sinh. Vào năm 2010, Phùng Ngọc Huy tham gia bộ phim Cổng mặt trời trong vai Quốc, đóng cặp với nữ diễn viên Lê Bê La. Vai diễn này đã giúp con đường nghệ thuật của Phùng Ngọc Huy thật sự nở hoa với giải Mai Vàng (hạng mục Nam diễn viên truyền hình) và được công chúng biết đến nhiều hơn.
Năm 2011, Phùng Ngọc Huy phát hành album Chạy trốn tình yêu tặng kèm 4 MV với sự góp mặt của Lê Bê La.
Hiện nay, Phùng Ngọc Huy định cư và làm việc ở Mỹ. Anh vẫn tiếp tục đi hát và ra sản phẩm âm nhạc, đồng thời tự học guitar và dàn dựng video.

## Đời tư
Anh và cố diễn viên Mai Phương yêu nhau từ sau bộ phim Cổng Mặt Trời, và có con cùng với nhau năm 2013 Mai Phương sinh một bé gái tên là Phùng Ngọc Thiên Như (Lavie). Sau đó thì hai người lại ly thân, anh sang Mỹ định cư.

## Phim đã tham gia

### Phim truyền hình
| Năm  | Tên phim                 | Kênh       | Vai diễn   | Bạn diễn                                             |
| ---- | ------------------------ | ---------- | ---------- | ---------------------------------------------------- |
| 2008 | Nữ sinh                  | HTV9       | Phán Củi   | Minh Phương, Vũ Ngọc Ánh , Thu Thảo...               |
| 2010 | Cổng mặt trời            | HTV7       | Quốc       | Lê Bê La, Hòa Hiệp, Lương Thế Thành...               |
| 2010 | Lời thề danh dự          | HTV9       | Quốc Huy   | Hoàng Phúc, Huệ Minh, Quỳnh Lam,...                  |
| 2010 | Người tình bí ẩn         | VTV3       | Khánh      |                                                      |
| 2010 | Vũ điệu tình yêu         | HTV7       | Hoàng Quân | Thanh Ngọc                                           |
| 2011 | Mua láng giềng gần       | HTV7       | Dũng       | Tường Vi, Thanh Nam, Thanh Thủy...                   |
| 2011 | Chạm vào quá khứ         | SCTV14     | Hiếu       | Nhan Phúc Vinh, Huyền Trâm, Phan Như Thảo...         |
| 2011 | Anh và em                | VTV9       | Quân       | Lương Thế Thành, Anh Thư, Cao Minh Đạt,...           |
| 2012 | Tay chơi miệt vườn       | SCTV14     | Danh       | Hoàng Vân Anh, Thùy Dương, Thanh Nam...              |
| 2012 | Duyên nghiệp             | VTV3       |            |                                                      |
| 2013 | Sóng gió làng nghề       | Let's Viet | Bửu        |                                                      |
| 2013 | Túm cổ đại gia           | HTV9       | Đăng       | Tường Vi, Hữu Châu, Cát Phượng...                    |
| 2013 | Bão mùa hè               | HTV7       | Huy Hùng   | Hải Băng, Hoàng Phúc, Minh Thư...                    |
| 2014 | Trả giá                  | Let's Viet | Thiện      | Trí Quang, Bạch Công Khanh, Trương Minh Quốc Thái... |
| 2014 | Những ngọn nến lung linh | Let's Viet | Giang      |                                                      |
| 2016 | Nhân tình lạc lối        | VTV9       | Minh       |                                                      |

### Phim điện ảnh
| Năm  | Tên phim                   | Vai diễn   | Bạn diễn                                           |
| ---- | -------------------------- | ---------- | -------------------------------------------------- |
| 2010 | Những nụ hôn rực rỡ        | Nam        | Phạm Anh Tuấn, Thanh Hằng, Ngọc Trai, Minh Hằng... |
| 2012 | Lệ phí tình yêu            | Hùng Dũng  | Minh Hằng, Huy Khánh, Tường Vi...                  |
| 2015 | Bảo mẫu siêu quậy (Phần 1) | Xương Rồng | Tuyền Mập, Đinh Ngọc Diệp...                       |

## Các tiết mục biểu diễn tại hải ngoại

### Biểu diễn trênTrung tâm Thúy Nga–Paris By Night
| STT | Tiết mục                                | Thể hiện với                                         | Chương trình       | Năm  |
| --- | --------------------------------------- | ---------------------------------------------------- | ------------------ | ---- |
| 1   | Hài kịch: Tình Thân Vô Giá (Hoàng Khôi) | Thúy Nga, Hoài Tâm, Diệp Tiên, Kim Hiền, Khôi Nguyên | Paris By Night 131 | 2021 |

## Giải thưởng
| Giải thưởng   | Năm  | Hạng mục                  | Tác phẩm           | Kết quả   | Nguồn       |
| ------------- | ---- | ------------------------- | ------------------ | --------- | ----------- |
| Giải Mai Vàng | 2010 | Nam diễn viên truyền hình | Cổng mặt trời      | Đoạt giải | [ 4 ] [ 5 ] |
| Giải Mai Vàng | 2012 | Nam diễn viên truyền hình | Tay chơi miệt vườn | Đề cử     | [ 6 ] [ 7 ] |
| Giải Mai Vàng | 2013 | Nam diễn viên truyền hình | Bão mùa hè         | Đề cử     | [ 8 ] [ 9 ] |